# Gu Li
Gu Li (chinesisch 古力, Pinyin Gǔ Lì; * 3. Februar 1982 in Chongqing, China) ist ein chinesischer Profi-Go-Spieler.

## Biographie
Gu Li ist zurzeit einer der besten Go-Spieler Chinas. Er wurde 1994 im Alter von 12 Jahren Profi. Er gewann bis auf den Chang Qi Cup alle chinesischen Titel. 
Im Jahr 2006 gewann er den 10. LG Cup, aufgrund dessen er zum 9. Dan promoviert wurde.
Er war 2010 die Nummer 1 des chinesischen Go-Verbandes (Zhongguo Qiyuan).

## Gewonnene Titel
| Titel                        | Jahre      |
| ---------------------------- | ---------- |
| Aktuell                      | 18         |
| Mingren                      | 2004–2006  |
| Tianyuan                     | 2003–2007  |
| NEC Cup (China)              | 2004, 2006 |
| Ahan Tongshan Cup            | 2003, 2005 |
| Liguang Cup                  | 2002       |
| CCTV Cup                     | 2004       |
| Xinan Wang                   | 2003       |
| Xinren Wang                  | 2001, 2005 |
| National Sports Mass Meeting | 2002       |
| Internationale Turniere      | 9          |
| LG Cup                       | 2006       |
| Chunlan Cup                  | 2007, 2015 |
| China-Korea Tengen           | 2003–2005  |
| China-Korea New Pro Wang     | 2001, 2005 |
| China-Japan Agon Cup         | 2004, 2006 |
| Summe                        | 27         |

## Bücher
- Chinesische Meisterpartien. Die Titelkämpfe des 19.Mingren und 21.Tianyuan, Guo Juan, 2008, ISBN 978-3-940563-04-0